# 金山梨紗
金山梨紗（かなやま りさ、1978年11月22日 - ）は、日本の弁護士。「ミス日本」の第37回（2005年度）『準ミス日本』受賞。

## 経歴
1978年11月22日、名古屋市に生まれる。
1994年4月1日、大阪府立天王寺高等学校入学。在学中は硬式テニス部に所属。
1997年3月31日、同卒業。
1997年4月1日、京都大学経済学部入学。在学中、サークルの先輩が司法試験に合格したのを見て興味を持ち、2年間休学して司法試験に挑戦するが失敗。
2002年3月31日、同、卒業。司法試験浪人。
2005年、「気分転換で応募した」ミス日本グランプリの関西代表に選ばれ、本選では準ミス日本となる。
2005年11月9日、司法試験合格。このニュースは一部新聞で報道された。
2008年9月12日、司法修習（第60期）を修了ののち、東京都港区のTMI総合法律事務所に入所。
現在、東京都港区の加藤外国法事務弁護士事務所に勤務。

## 出版
- 岡田誠, 大貫敏史, 澤井光一 編著『知的財産判例総覧2014 Ⅰ 特許法・実用新案法』の共著者（青林書院、2016年8月1日）
- 判例タイムズ 1386号（判例タイムズ社、2013年4月25日発売）
- 判例タイムズ 1387号（判例タイムズ社、2013年5月24日発売）
- 読者モデル（プチセブンほか[6]）

## その他
趣味は映画鑑賞、サルサダンス。特技は英語。
ミス日本のファイナリストには、須長加奈子（第26代ミス熱海・梅娘（準ミスに相当。任期：2009-2011）、グラドル）、金ヶ江悦子（2010年ミス・インターナショナル日本代表）、米浜由圭（大分放送アナウンサー）などがいた。